# Kentropyx intermedius

Kentropyx intermedius är en ödleart som beskrevs av Gray 1831. Kentropyx intermedius ingår i släktet Kentropyx, och familjen tejuödlor. Inga underarter finns listade.